# 森蘭丸 (1930年の映画)
『森蘭丸』（もりらんまる）は1930年1月26日に日本で公開された松竹キネマのサイレント映画。
原作・監督・脚本を星哲六が手掛け、伊藤武夫の撮影により松竹京都撮影所が製作した。

## キャスト
- 阪東寿之助[2]
- 浦波須磨子
- 若月孔雀
- 浅間昇子
- 中川芳江
- 堀正夫
- 坪井哲
- 高田浩吉[2]
- 高田篤
- 沢井三郎
- 千早晶子[2]